# Josef Kimmel
Josef Kimmel (* 28. Mai 1897 in Meedl, Bezirk Sternberg, Mähren; † 18. Februar 1982 in Wien) war ein österreichischer Gendarmeriegeneral und Jurist.

## Leben
Josef Kimmel besuchte das Gymnasium in Wien und studierte anschließend an der Universität Wien. Ab 1915 diente er als Freiwilliger im Ersten Weltkrieg. Nach Kriegsende schloss er sein Studium an der Universität Graz ab, wo er 1919 zum Dr. iur promovierte. Im Februar 1919 trat er in den Dienst der Gendarmerie. 1924–1926 besuchte er die Gendarmerieakademie Graz. Bis 1932 war er Leiter der Gendarmerieschule Wien. Anschließend war er bis Oktober 1934 Generaldirektor für die öffentliche Sicherheit.
Als enger Mitarbeiter Kurt Schuschniggs war der katholisch-konservative Kimmel dessen Stellvertreter an der Spitze der Ostmärkischen Sturmscharen und als solcher Verfechter des autoritären Ständestaates.
Von 1934 bis 1938 gehörte er als Vertreter der Gendarmerie dem Staatsrat und dem Bundestag an. 1936 wurde er Wiener Landesführer der Frontmiliz und Stellvertreter des Bundesführers.
Nach dem „Anschluss“ Österreichs an Nazi-Deutschland wurde Kimmel am 13. März 1938 inhaftiert und mit dem sogenannten „Prominententransport“ am 1. April 1938 in das KZ Dachau verschleppt. Im November 1938 wurde er aus dem KZ entlassen, von Dezember 1938 bis März 1939 war er im Polizeigefängnis Roßauer Lände in Haft. Anschließend stand er unter Polizeikontrolle und wurde dienstverpflichtet. Im Juni 1939 wurde er aus dem Gendarmeriedienst entlassen. Von den neuen Machthabern wurde er als Legitimist eingestuft.
Im April 1945 wurde er rehabilitiert und zum Oberst der Gendarmerie befördert. Er wurde mit dem Aufbau der Gendarmerie in Niederösterreich, dem Burgenland und dem Mühlviertel betraut. 1949 wurde er zum Gendarmeriegeneral ernannt. 1962 trat er in Ruhestand.
Unter dem Motto „In seinem Lager ist Österreich“ trat Josef Kimmel im April 1963 auf Vorschlag der von Otto Molden gegründeten Europäischen Föderalistischen Partei (EFP) als Außenseiter bei der Wahl zum Bundespräsidenten an und erreichte 4 % der Stimmen, während demgegenüber die EFP bei den Nationalratswahlen 1962 nur 0,5 % erhalten hatte.
Kimmel war Verfasser zahlreicher kriminaltechnischer Publikationen und von Kommentaren zum Verwaltungs- und Strafrecht.
Kimmel war Mitglied der Studentenverbindung Waldmark Neunkirchen im MKV und der katholischen Studentenverbindung Rudolfina im ÖCV.